# Cửa gió

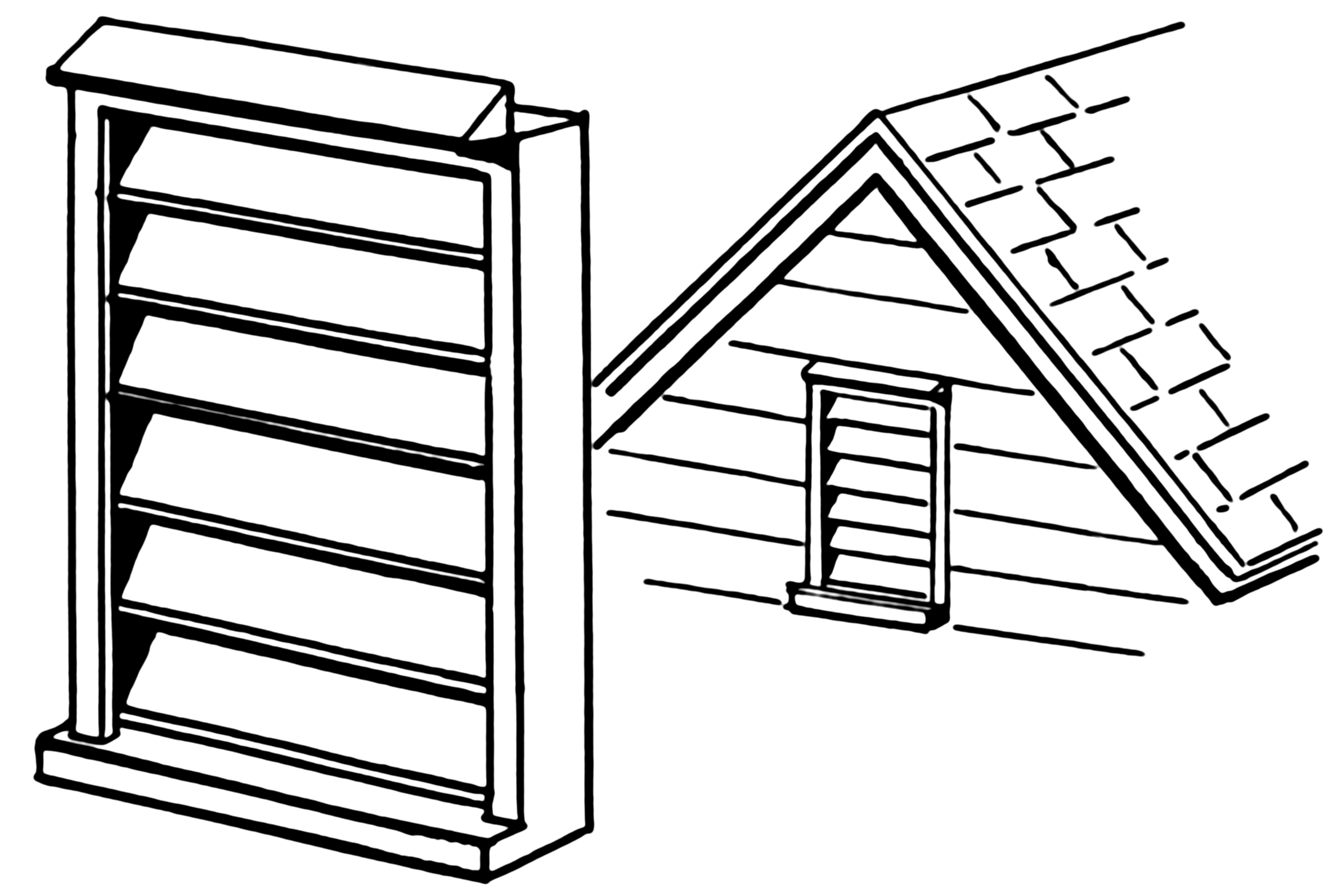
Loại cửa gió trong khái niệm

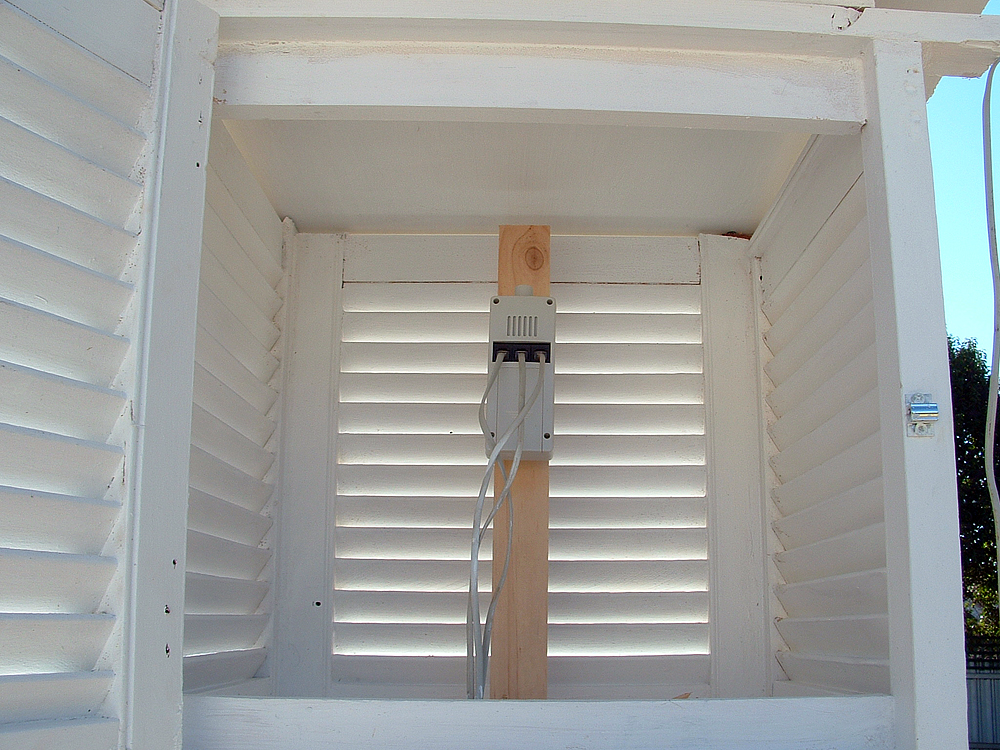
Cửa gió được sử dụng trong màn hình Stevenson

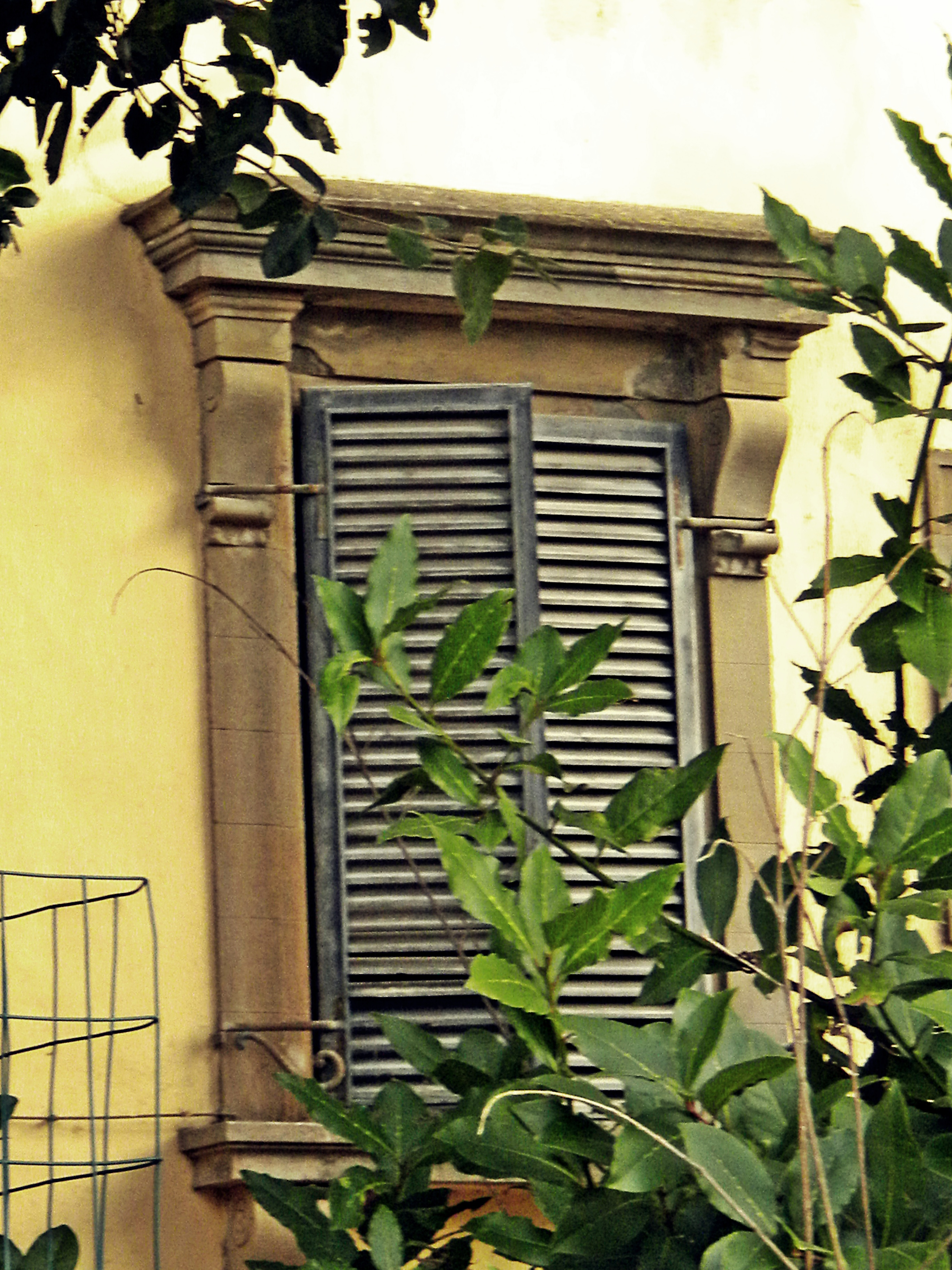
Cửa chớp gió ở Ý

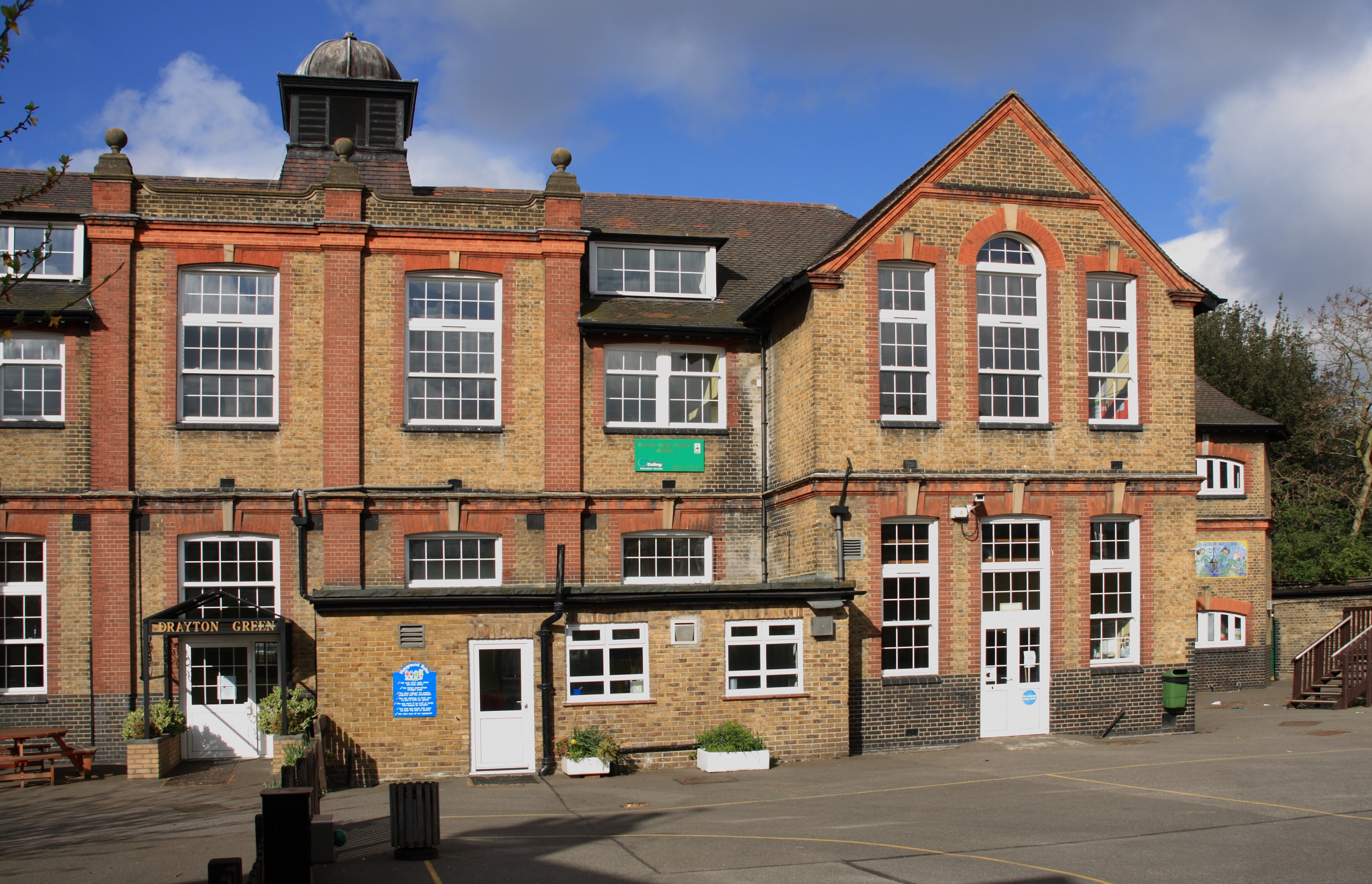
Ngôi nhà chuông vòm cửa gió.

Cửa gió là dạng thanh ngang mành cửa hoặc cửa chớp được đặt góc để thu nhận ánh sáng và không khí, nhưng để tránh mưa và nắng trực tiếp. Góc của thanh ngang có thể được điều chỉnh, thường là trong mành và cửa sổ, hoặc cố định.